# Jennifer Ulrich
Jennifer Ulrich, née le 18 octobre 1984  à Berlin-Lichtenberg dans l'ex-RDA, est une actrice allemande.

## Filmographie

### Cinéma
- 2002 : Big Girls Don't Cry de Maria von Heland : Yvonne
- 2006 : Les Particules élémentaires : Johanna
- 2008 : La Vague : Karo
- 2010 : Nous sommes la nuit : Charlotte
- 2012 : Diaz : un crime d'État : Alma Koch
- 2014 : Meet Me in Montenegro d'Alex Holdridge (en)
- 2018 : Drive Me Home : Emily

Prochainement
- 2021 : Together Now : Greta (en production)

### Télévision
- 2009 : Les Contes de Grimm : Saison 2, épisode 1 : Le Chat botté (de) (Der gestiefelte Kater) (téléfilm) : la princesse Frieda
- 2013 : Journal intime d'un prince charmant : Lissie
- Alerte Cobra (saison 26, épisode 5/10)[Quand ?] : Lisa Lichtenberg
- 2015 : Talons aiguilles et gueule de bois : Amélie Klein
- 2017 : J'espionne mon ex : Klara Matussek
- 2018 : Erreur de grossesse : Marie